# LDH18
Lokomotywa spalinowa LDH18 – lokomotywa spalinowa małej mocy, produkcji FAUR przeznaczona do manewrów i obsługi bocznic. Dość powszechna w Rumunii, do Polski trafiły tylko 4 sztuki.
Jedyna sprawna lokomotywa tej serii w Polsce znajduje się w skansenie kolejowym w Pyskowicach.